# Slabčice
Slabčice település Csehországban, Píseki járásban. Slabčice Podolí I, Olešná, Bernartice, Albrechtice nad Vltavou és Dražíč településekkel határos. Lakosainak száma 371 fő (2024. január 1.).

## Népesség
A település lakosságának változását az alábbi diagram mutatja:
| Lakosok száma | 1185 | 1066 | 1036 | 693  | 502  | 350  | 352  | 364  | 371  | 371  |
|               | 1869 | 1890 | 1921 | 1950 | 1980 | 2001 | 2017 | 2019 | 2022 | 2024 |